# Muides-sur-Loire
Muides-sur-Loire es una comuna francesa situada en el departamento de Loir y Cher, en la región de Centro-Valle del Loira.

## Demografía
| 551 | 741 | 786 | 884 | 1115 | 1157 | 1235 |
| Para los censos de 1962 a 1999 la población legal corresponde a la población sin duplicidades (Fuente: INSEE [Consultar]) |     |     |     |      |      |      |